# Charles Auguste Frossard

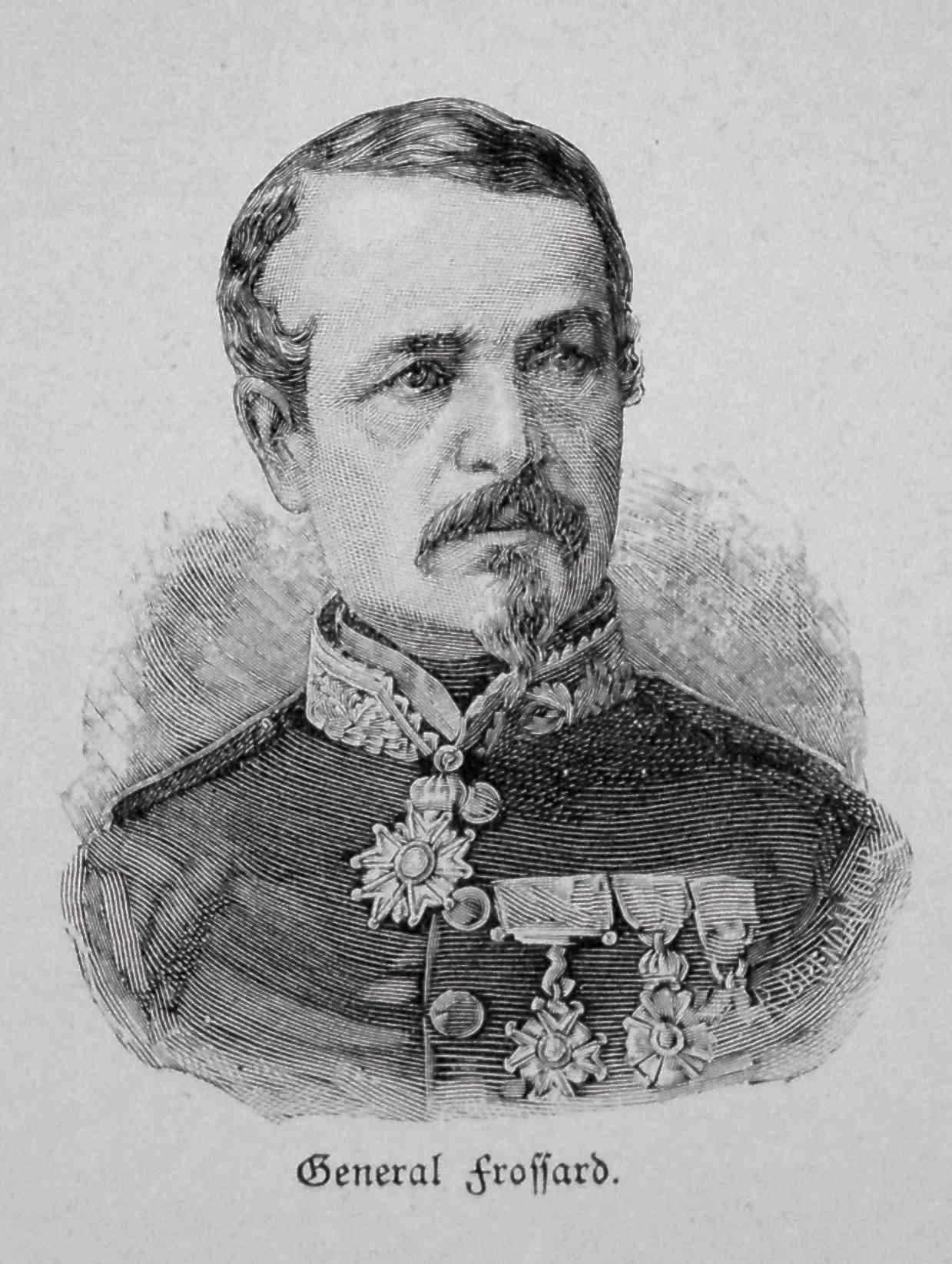
General Frossard

Charles Auguste Frossard (* 26. August 1807 in Versailles; † 25. August 1875 in Châteauvillain, Département Haute-Marne) war ein französischer General.

## Leben
Frossard trat 1827 in die Genie- und Artillerieschule in Metz als Sous-lieutenant „der Genie“, dem seinerzeitigen technischen Korps, ein. Er nahm 1831 und 1832 am Feldzug in Belgien teil und ging 1833 als Capitaine nach Algerien, wo er im Dezember 1835 vier Tage hindurch das Fort Clausel gegen zwanzigfach überlegene arabische Streitkräfte verteidigte.
Nach Frankreich zurückgekehrt, wurde Frossard 1840 beim Bau der Befestigungen von Paris verwendet. Einige Jahre später wurde er zum Ordonnanzoffizier Ludwig Philipps ernannt und 1847 zum Coammandant befördert. Während der Belagerung Roms durch Nicolas Charles Victor Oudinot wurde Frossard 1849 verwundet, verblieb dann als Lieutenant-colonel und Kommandant des Geniekorps bis Ende 1850 in Rom. Anschließend wurde er zweiter Kommandant der École polytechnique und 1852 zum Colonel befördert. 1853 ging er als Geniedirektor nach Oran und im Januar 1855 zum Ausbruch des Krimkrieges als Geniekommandeur zur Orientarmee. Er leitete die Belagerungsarbeiten des rechten Flügels vor Sewastopol (Fort Malakow) und wurde im Mai 1855 daraufhin zum General ernannt. Im Winter 1855/56 übernahm er vertretungsweise die Leitung des gesamten Geniewesens der Orientarmee und ließ die Verteidigungslinien an der Kamieschbucht vollenden.
Frossard kehrte dann nach Frankreich zurück und wurde dort Mitglied des Befestigungskomitees und dann bis Ende 1858 als Général de division Chef des Geniewesens in Algerien. Im Italienischen Feldzug 1859 war Frossard Chef des Geniewesens der Armee, ließ Casale befestigen und wurde zum Großoffizier der Ehrenlegion und Adjutanten des Kaisers Napoleon III. ernannt. Ab 1867 war er Gouverneur des kaiserlichen Prinzen.
Beim Ausbruch des Deutsch-Französischen Krieges 1870 erhielt Frossard den Oberbefehl über das 2. Armeekorps der Rheinarmee und leitete den Krieg am 2. August 1870 durch den Angriff auf Saarbrücken ein. Er besetzte anschließend die verschanzte, sehr starke Stellung auf den Höhen von Spichern und verteidigte sie am 6. August in der Schlacht bei Spichern acht Stunden lang mit großer Hartnäckigkeit. Frossard nahm später an den drei großen Schlachten bei Metz teil: 14., 16. und 18. August. Er wurde dann bei der deutschen Belagerung der Festung Metz zusammen mit Tausenden von Offizieren eingeschlossen. Nach der Kapitulation geriet er in deutsche Kriegsgefangenschaft. Nach seiner Freilassung wurde er im Juni 1871 Mitglied des Befestigungskomitees und nahm an den Entwürfen für die neue Landesbefestigung Anteil, ebenso als Mitglied der Küstenverteidigungskommission.
Ab dem 28. Januar 1874 war Frossard Präsident des Befestigungskomitees und ab Juni 1873 Mitglied des Oberkriegsrates. Charles Auguste Frossard starb am 25. August 1875, einen Tag vor seinem 68. Geburtstag, in Chateau Villain, Haute-Marne.